# بيدرو دي ألكانتارا بيليغارد
بيدرو دي ألكانتارا بيليغارد (بالإنجليزية: Pedro de Alcântara Bellegarde )‏ (و. 1807 – 1864 م) هو مربي، ومهندس، وعالم فلك
توفي عن عمر يناهز 57 عاماً.